# Dimitar Marashliev
Dimitar Hristov Marashliev (bulgare : Димитьр Xристов Марашлиeв), né le 31 août 1947 à Harmanli en Bulgarie et mort le 12 juillet 2018 à Sofia (Bulgarie), est un joueur de football international bulgare, qui évoluait au poste d'attaquant.

## Biographie

### Carrière en club
Avec le CSKA Sofia, Dimitar Marashliev remporte six championnats de Bulgarie et quatre Coupes de Bulgarie.
Il dispute 20 matchs en Coupe d'Europe des clubs champions, inscrivant 8 buts dans cette compétition. Le 23 novembre 1966, il marque deux buts contre le club polonais du Górnik Zabrze. Marashliev atteint les quarts de finale de cette compétition en 1974, en étant éliminé par le Bayern Munich.

### Carrière en sélection
Avec l'équipe de Bulgarie, Dimitar Marashliev dispute huit matchs et inscrit trois buts entre 1969 et 1970. 
Il joue son premier match en équipe nationale le 9 novembre 1969 contre la Pologne. Ce match compte pour les éliminatoires du mondial 1970. En 1970, il inscrit un but en amical face au Mexique, puis un but face en amical au Pérou, et enfin un dernier but face à cette même équipe, toujours en amical.
Il figure dans le groupe des sélectionnés lors de la Coupe du monde de 1970. Lors du mondial organisé au Mexique, il joue deux matchs : contre le Pérou et l'Allemagne.

## Palmarès
CSKA Sofia
| - Championnat de Bulgarie (6) : - Champion : 1968-69, 1970-71, 1971-72, 1972-73, 1974-75 et 1975-76. - Vice-champion : 1967-68, 1969-70 et 1973-74. - Coupe de Bulgarie (4) : - Vainqueur : 1969, 1972, 1973 et 1974. - Finaliste : 1966, 1970 et 1976. |